# Joeboy
Joeboy, pseudonimo di Joseph Akinwale Akinfenwa-Donus (Lagos, 21 maggio 1997), è un cantautore nigeriano.

## Biografia
Pubblica le sue prime canzoni nel 2017, ma guadagna notorietà grazie ai singoli Baby e Beginning nel 2019. Entrambi i singoli sono successivamente inclusi nel suo EP di debutto, Love & Light, uscito l'8 novembre dello stesso anno. In seguito vince il premio come miglior artista pop africano agli All Africa Music Awards 2019, nonché ai Soundcity MVP Awards nel 2020.
Il 4 febbraio 2021 pubblica il suo primo album in studio, un progetto di 14 tracce dal titolo Somewhere Between Beauty & Magic. Il suo secondo album, Body & Soul, viene reso disponibile il 19 maggio 2023, e presenta collaborazioni con artisti come BNXN, Odumodublvck, CKay, Oxlade e Ludacris. Nel 2024 fonda l'etichetta Young Legend, che entra a far parte di Warner Music Africa.
Il 27 marzo 2025 è la volta del suo terzo album, Viva Lavida, contenente duetti con Tempoe, Elana Dara, Qing Madi, Olamide e Wizard Chan.

## Discografia

### Album in studio
- 2021 – Somewhere Between Beauty & Magic
- 2023 – Body & Soul
- 2025 – Viva Lavida

### EP
- 2019 – Love & Light
- 2023 – Body, Soul & Spirit